# Santa Rosa de Calamuchita
Santa Rosa de Calamuchita – miasto w Argentynie, w prowincji Córdoba, w departamencie Calamuchita.
Według danych szacunkowych na rok 2010 miejscowość liczyła 12 395 mieszkańców.